# Incolia longipennis
Incolia longipennis es una especie de coleóptero de la familia Tetratomidae.

## Distribución geográfica
Habita en Estados Unidos.